# Uricite
L'uricite è la forma naturale dell'acido urico, molto raro nell'ambiente naturale è, invece, molto diffuso come componente dei calcoli renali dell'uomo.

## Morfologia
L'uricite forma microcristalli grigiastri su depositi fosfatici.

## Origine e giacitura
L'uricite è stata descritta tramite campioni rinvenuti nelle miniere di guano del Perù all'inizio dell'Ottocento ma è stata approvata dall'IMA solo nel 1973. Nell'Australia occidentale si rinviene l'uricite nei depositi di guano della grotta di Dingo Donga, Australia occidentale. Qui è associata con bifosfammite, brushite e syngenite.